# Agence nationale de gestion des déchets (Tunisie)
Pour les articles homonymes, voir Agence nationale de gestion des déchets.
L'Agence nationale de gestion des déchets ou ANGed est un établissement public tunisien à caractère non administratif, placé sous la tutelle du ministère de l'Environnement. Il est créé en vertu du décret n°2005-2317 du 22 août 2005,.

## Fonctions
L'ANGed oeuvre principalement à la promotion de la qualité de vie du citoyen et à l'amélioration de la protection de l'environnement grâce à la mise en œuvre d'une gestion intégrée et durable des déchets.
La mission et les attributions de l'agence couvre aussi :
- le développement et le renforcement d'une infrastructure adéquate ;
- l'assistance aux municipalités et aux industriels ;
- le lancement des filières de collecte, de recyclage et de valorisation ;
- le développement d'un cadre propice pour la participation du secteur privé et pour la création d'emplois.

## Scandale des déchets italiens
L'ANGeD est mise en cause dans le scandale de l'importation de déchets italiens qui incluent des déchets hospitaliers par une société tunisienne établie à Sousse. Le directeur général de l'agence est démis de ses fonctions à la suite de la révélation de cette affaire.